# Show Me
Pour les articles homonymes, voir Show Me (film).
Singles de Jessica Sutta
Where Ever U Are
(2011)
Show Me est une chanson de la chanteuse américaine Jessica Sutta sorti le 23 août 2011. 1er single extrait de son 1er album Sutta Pop (2011), la chanson a été écrite par Busbee, Alex Geringas, Paddy Dalton et produit par Busbee. Show Me sort le 3 août 2011 aux États-Unis sous le label Hollywood Records. Musicalement, la chanson est inspirée des sons clubs.

## Liste des pistes
| 1. | Show Me | 3:44 |

| 1. | Show Me (Dave Audé Club Mix)                     | 7:09 |
| 2. | Show Me (Alex Gaudino and Jason Rooney Club Mix) | 6:34 |
| 3. | Show Me (Ralphi Rosario Club Mix)                | 8:09 |

## Classements

### Classement hebdomadaire
| Classement (2011)             | Meilleure position |
| ----------------------------- | ------------------ |
| États-Unis (Dance Club Songs) | 1                  |

### Classement annuel
| Classement (2011)                 | Position |
| --------------------------------- | -------- |
| États-Unis (Hot Dance Club Songs) | 32       |

## Historique de sortie
| Pays             | Date         | Format                 | Label             |
| ---------------- | ------------ | ---------------------- | ----------------- |
| États-Unis       | 9 août 2011  | Téléchargement digital | Hollywood Records |
| Monde            | 23 août 2011 | Téléchargement digital | Hollywood Records |
| Australie        | 26 août 2011 | Téléchargement digital | Hollywood Records |
| Nouvelle-Zélande | 26 août 2011 | Téléchargement digital | Hollywood Records |